# Постный, Алексей Владимирович

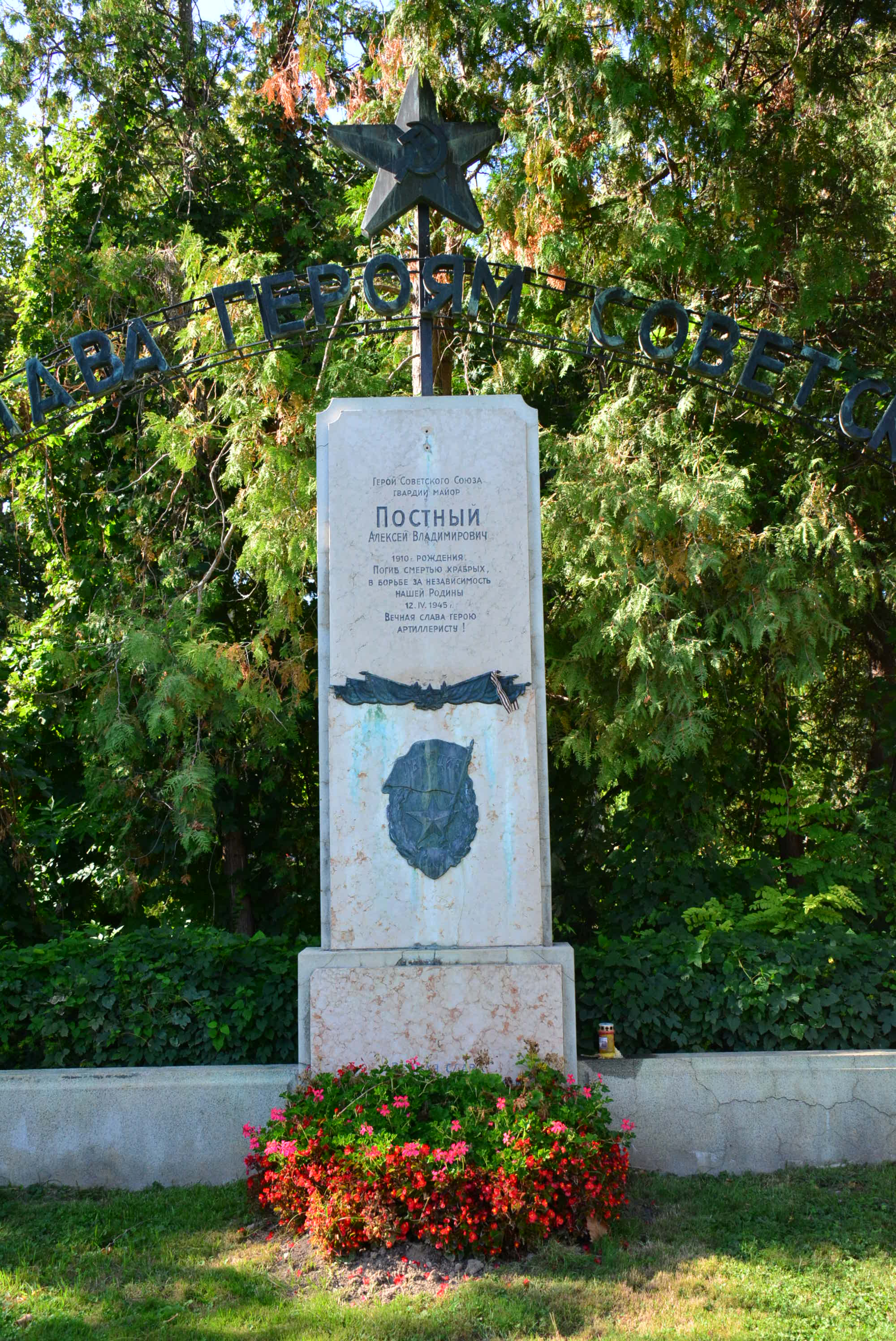
Могила на Центральном кладбище Вены

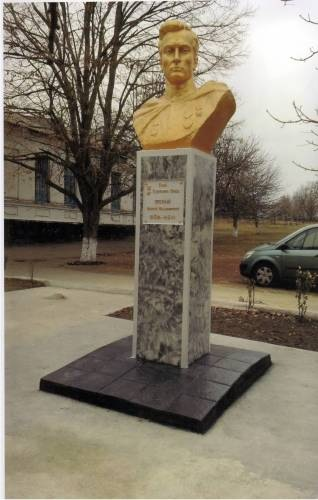
Памятник-бюст в селе Запорожское

Алексей Владимирович Постный (11 [24] сентября 1910, Запорожское, Екатеринославская губерния — 12 апреля 1945, Австрия) — командир дивизиона 274-го гвардейского лёгкого артиллерийского полка (23-я гвардейская лёгкая артиллерийская бригада, 5-я артиллерийская дивизия, 4-й артиллерийский корпус прорыва, 65-я армия, Центральный фронт), гвардии капитан. Герой Советского Союза (1943).

## Биография
Родился 11 (24) сентября 1910 года в селе Запорожское (ныне Софиевского района Днепропетровской области Украины) в семье крестьянина. Украинец. Образование среднее. Окончил Высшую колхозную школу.
В Красной армии в 1932—1935 годах. После демобилизации работал в политотделе станции Девладово Екатерининской железной дороги, а в 1936 году избран секретарём Софиевского райкома комсомола. Член ВКП(б) с 1938 года. В 1939 году повторно призван в армию. Участвовал в походе советских войск на Западную Украину и Западную Белоруссию. В составе артиллерийской части воевал в советско-финляндской войне 1939—1940 годов. С 1940 года вновь возглавлял райком комсомола.
С начала Великой Отечественной войны в 1941 году — в армии. Окончил Курсы усовершенствования командного состава при Военно-политической академии имени В. И. Ленина. В действующей армии с 1942 года. Сначала служил комиссаром артиллерийского полка, затем возглавил артиллерийский дивизион. Воевал на Юго-Западном, Сталинградском, Центральном, 3-м Украинском фронтах.
15 октября 1943 года при подготовке к форсированию Днепра в районе деревни Глушец (Лоевский район Гомельской области) противник предпринял контратаку на участке позиций, где находился наблюдательный пункт командира дивизиона 274-го гвардейского лёгкого артиллерийского полка (23-я гвардейская лёгкая артиллерийская бригада, 5-я артиллерийская дивизия, 4-й артиллерийский корпус прорыва, 65-я армия, Центральный фронт) гвардии капитана Постного. Немецкие танки и автоматчики вклинились в боевые порядки пехоты. Создалось критическое положение. Командир дивизиона организовал отражение вражеской атаки. Оставив на поле боя большое количество убитых и раненых, фашисты вынуждены были отступить.
16 октября 1943 года в составе штурмовой группы Постный одним из первых преодолел Днепр и корректировал по радио огонь артиллерии полка. Немцы в течение дня предприняли несколько атак, но десантники их отбили. В ночь на 17 октября весь дивизион форсировал реку и принял участие в боях на плацдарме. Противник предпринимал отчаянные попытки сбросить наши войска в Днепр. Трижды бой доходил до рукопашной схватки. В этот день дивизион гвардии капитана Постного уничтожил 2 танка, подавил 3 артиллерийские и 4 миномётные батареи, 18 пулемётных точек, уничтожил свыше батальона пехоты противника, дав возможность главным силам дивизии форсировать Днепр с наименьшими потерями.
В бою по расширению плацдарма наши войска заняли важную в тактическом отношении высоту. Пытаясь её отбить, противник бросил в бой большое количество танков. По итогам трёхчасового боя дивизион Постного уничтожил 17 вражеских машин и отстоял свои позиции.
Указом Президиума Верховного Совета СССР от 24 декабря 1943 года за мужество, отвагу и героизм, проявленные в борьбе с немецко-фашистскими захватчиками, гвардии капитан Постный Алексей Владимирович удостоен звания Героя Советского Союза с вручением ордена Ленина и медали «Золотая Звезда» (№ 2991).
Командир 1144-го лёгкого артиллерийского полка 170-й лёгкой артиллерийской бригады 19-й артиллерийской дивизии майор Постный погиб 12 апреля 1945 года в боях при освобождении Австрии. Изначально был похоронен в братской могиле в районе Фольксгартен города Вена, 31 октября 1956 года перезахоронен на Советское кладбище на Центральном кладбище Вены, сектор «Е», 3-й ряд.

## Награды
- Медаль «Золотая Звезда» (24 декабря 1943, № 2991);
- Орден Ленина (24 декабря 1943);
- Орден Александра Невского (20 мая 1945);
- Орден Отечественной войны 1-й (21 июня 1943) и 2-й (10 мая 1945) степени.

## Память
На родине Героя установлен его бюст и названа улица.